# 3 أجيال (فلم)
3 أجيال (بالإنجليزية: 3 Generations) هو فيلم دراما أمريكي صدر في 2015، قام بإخراجه، والمشاركة في كتابته المخرج غابي دلال ‏. الفيلم من بطولة نعومي واتس، إيل فانينغ، سوزان ساراندون، تيت دونوفان. عرض لأول مرة ضمن فعاليات مهرجان تورونتو السينمائي الدولي سنة 2015 تحت عنوان "حول راي"، في حين صدر الفيلم في الولايات المتحدة بتاريخ 05 مايو 2017، بواسطة شركة وينشتاين. تدور أحداث الفيلم حول مراهق يدعى (راي) يدرك أنه ذكر في هيئة أنثى ولذلك يسعى ليكون على هيئته الحقيقية، حصد الفيلم إيرادات بقيمة 406,137 دولار.

## طاقم التمثيل
- إيل فانينغ بدور راي.
- نعومي واتس بدور ماجي.
- سوزان ساراندون بدور دولي.
- تيت دونوفان بدور كريغ.
- سام ترامل بدور ماثيو.
- ليندا إيموند بدور فرانسيس.
- ماريا ديزيا بدور سيندا.
- تيسا ألبرستون بدور سبون.

## الاستقبال

### ردود النقاد
تلقى الفيلم مراجعات سلبية من النقاد، حيث حصل على نسبة إقبالٍ هي 30 بالمئة من النقاد بناءً على 38 مراجعة على موقع الطماطم الفاسدة بمتوسط 5.09/10. بينما على موقع ميتاكريتيك، والذي يضع معيار 1 من مئةٍ بناءً على مراجعات النقاد المعروفين، فقد حصل الفيلم على معدل 47 بناءً على 21 مراجعات.

## وصلات خارجية
3 أجيال على موقع IMDb (الإنجليزية)
- 3 أجيال على موقع ميتاكريتيك (الإنجليزية)
- 3 أجيال على موقع روتن توميتوز (الإنجليزية)
- 3 أجيال على موقع قاعدة بيانات الأفلام العربية
- 3 أجيال على موقع ألو سيني (الفرنسية)
- 3 أجيال على موقع Turner Classic Movies (الإنجليزية)
- 3 أجيال على موقع أول موفي (الإنجليزية)
- 3 أجيال على موقع بوكس أوفيس موجو (الإنجليزية)
- 3 أجيال على موقع فيلمافينيتي (الإسبانية)
- 3 أجيال على موقع قاعدة بيانات الفيلم (الإنجليزية)